# Зимогляд Володимир Іванович
Володи́мир Іва́нович Зимогляд (нар. 19 лютого 1929, місто Одеса, тепер Одеської області — 7 лютого 2004, місто Одеса) — український радянський діяч, новатор виробництва, бригадир комплексної бригади докерів-механізаторів першого району Одеського морського торговельного порту. Кандидат у члени ЦК КПУ в 1981—1986 р.

## Біографія
Народився у родині військовослужбовця. У 1941 році закінчив п'ять класів середньої школи. Після німецько-радянської війни продовжував навчання в ремісничому училищі, а потім закінчив вечірню школу в місті Одесі.
З 1963 року — докер першого району Одеського морського порту. Через три роки, в 1966 році, очолив 148-у бригаду докерів, яка отримала назву «комсомольсько-молодіжної». З 1973 року бригада стала госпрозрахунковою укрупненою комплексною та була справжньою кузнею кадрів докерів, оперативних і складських працівників. Бригада неодноразово перемагала в соціалістичному змаганні в порту і галузі, удостоювалася високого звання «Краща бригада Міністерства морського флоту СРСР».
Член КПРС з 1968 року.
З 1978 по 1986 роки обирався членом ЦК профспілки працівників морського та річкового флоту. З 1977 по 1985 рр. — член Одеського обласного комітету Компартії України.
У 1989 році звільнився з порту у зв'язку з виходом на пенсію. З 2001 по 2003 рр. очолював раду ветеранів Одеського порту. Проживав у місті Одесі.

## Нагороди
- орден Леніна
- орден Трудового Червоного Прапора
- орден «Знак Пошани»
- медалі
- лауреат Державної премії Української РСР
- почесний працівник морського транспорту СРСР
- заслужений наставник УРСР